# Kwangmyŏngsŏng-3 Unit 2
Kwangmyŏngsŏng-3 Unit 2 ((koreansk): ledestjerne) er en nordkoreansk satellit, der blev opsendt den 12. december 2012 med en Unha 3-raket fra Sohae-rumcenteret på Nordkoreas nordvestlige kyst. Den 13. april 2012 mislykkedes opsendelsen af Kwangmyŏngsŏng-3. Officielt er satellitten en vejrsatellit.